# Chen Jui-lien
Chen Jui-Lien (* 1971) ist eine ehemalige taiwanische Gewichtheberin.

## Werdegang
Chen Jui-Lien war die beste taiwanische Gewichtheberin, die bisher in Erscheinung trat. Im Gegensatz zu den Weltklasse-Athletinnen aus der Volksrepublik China, die meist schon mit 12 bis 14 Jahren mit dem Gewichtheben beginnen und mit 16 bis 18 Jahren schon zur Weltklasse zählen, startete sie später mit dem Gewichtheben. Erst mit 23 Jahren nahm sie erstmals an einer Weltmeisterschaft teil. Insgesamt war ihre Laufbahn trotzdem außerordentlich erfolgreich, denn sie wurde dreimal Weltmeisterin und zwar 1995, 1998 und 1999 und stellte mehrere Weltrekorde auf. Ihre Karriere  endete im Jahr 2000. Sie wurde positiv auf ein Dopingmittel getestet, das sie von ihrem Mannschaftsarzt in Hulian zur Bekämpfung einer Knieverletzung erhalten haben will. Der Intern. Gewichtheber-Verband ging darauf aber nicht ein und sperrte sie für drei Jahre, worauf sie ihre Karriere beendete.

### Internationale Erfolge/Mehrkampf
(WM = Weltmeisterschaft, KG = Körpergewicht)
- 1994, 4. Platz, WM in Istanbul, bis 59 kg KG, mit 185 kg, hinter Zu Feie, Volksrepublik China, 220 kg, G. Kirilowa, Bulgarien, 202,5 kg und K. Suta, Thailand, 197,5 kg;
- 1995, 1. Platz, WM in Guangzhou, bis 64 kg KG, mit 212,5 kg, vor G. Kirilowa, 205 kg und Maria Christoforidi, Griechenland, 200 kg;
- 1996, 2. Platz, WM in Warschau, bis 64 kg, KG, mit 215 kg, hinter Li Hongyun, China, 225 kg und vor Milena Trefandilowa, Bulgarien, 202,5 kg;
- 1997, 2. Platz, WM in Chiangmai/Thailand, bis 64 kg KG, mit 225 kg, hinter Chen Yanqing, China, 230 kg und vor N. Laxmi, Indien, 217,5 kg;
- 1998, 3. Platz, Asian Games in Bangkok, bis 63 kg KG, mit 222,5 kg hinter Lei Li, China, 232,5 kg und Karnam Malleswarni, Indien, 230 kg;
- 1998, 1. Platz, WM in Lahti, bis 63 kg KG, mit 225 kg, vor Shi Lihua, China, 225 kg und Walentina Popowa, UdSSR, 215 kg;
- 1999, 1. Platz, WM in Athen, bis 63 kg KG, mit 240 kg, vor Xiong Meivin, China, 237,5 kg und Walentina Popowa, 232,5 kg

### Medaillen Einzeldisziplinen
- WM-Goldmedaillen: 1995, Reißen, 97,5 kg – 1995, Stoßen, 115 kg – 1997, Reißen, 102,5 kg – 1998, Reißen, 102,5 kg – 1999, Reißen, 107,5 kg – 1999, Stoßen, 132,5 kg
- WM-Silbermedaillen: 1996, Reißen, 100 kg – 1996, Stoßen, 115 kg – 1997, Stoßen, 122,5 kg – 1998, Stoßen, 122,5 kg

### Weltrekorde
- 130 kg, 1999, Stoßen, bis 63 kg,
- 237,5 kg, 1999, Zweikampf, bis 63 kg,
- 240 kg, 1999, Zweikampf, bis 63 kg

| Personendaten    | Personendaten              |
| ---------------- | -------------------------- |
| NAME             | Chen, Jui-Lien             |
| KURZBESCHREIBUNG | taiwanische Gewichtheberin |
| GEBURTSDATUM     | 1971                       |